# Birsinghpur
Birsinghpur fou un talukdari d'Oudh, al districte de Bareilly, governat per la dinastia Amethia. L'estat fou fundat per Raipal Singh, net de Raja Prithvi Chand de Kalinjar, que es va establir a la zona i va rebre el títol de raja d'Amethia i el cognom Amethia. Al segle XX el cap de la casa major d'Amèthia i talukdar de Birsinghpur era Rameshwar Baksh Singh.